# Sorttrappe
Sorttrappe (Afrotis afra) er en fugleart, der fortrinsvis lever i græsland i det sydvestlige Sydafrika.